# Њу Холка (Мисисипи)
Њу Холка (енгл. New Houlka) град је у америчкој савезној држави Мисисипи.

## Демографија
По попису из 2010. године број становника је 626, што је 84 (-11,8%) становника мање него 2000. године.
| Група             | 2000.       | 2010.       |
| Белци             | 517 (72,8%) | 457 (73,0%) |
| Афроамериканци    | 176 (24,8%) | 150 (24,0%) |
| Азијати           | 0 (0,0%)    | 10 (1,6%)   |
| Хиспаноамериканци | 14 (2,0%)   | 9 (1,4%)    |
| Укупно            | 710         | 626         |